# Puchar Świata juniorów w łyżwiarstwie szybkim 2016/2017
Puchar Świata Juniorów w łyżwiarstwie szybkim 2016/2017 był dziewiątą edycją tej imprezy. Cykl rozpoczął się w białoruskim Mińsku 26 listopada 2017 roku, a zakończył się 12 lutego 2017 roku w niemieckim Erfurtcie.
Puchar Świata został rozegrany w 3 miastach, w 3 krajach, na 1 kontynencie.

## Medaliści zawodów

### Kobiety
| Lp.    | Data                 | Miejscowość | Konkurencja              | 1. miejsce                                                         | 2. miejsce                                                                       | 3. miejsce                                                               |
| ------ | -------------------- | ----------- | ------------------------ | ------------------------------------------------------------------ | -------------------------------------------------------------------------------- | ------------------------------------------------------------------------ |
| 1. PŚJ | 26-27 listopada 2016 | Mińsk       | 1000 m (26.11)           | Daria Kaczanowa                                                    | Nan Sun                                                                          | Rio Yamada                                                               |
| 1. PŚJ | 26-27 listopada 2016 | Mińsk       | 3000 m (26.11)           | Karolina Bosiek                                                    | Yuna Yoshimura                                                                   | Viola Feichtner                                                          |
| 1. PŚJ | 26-27 listopada 2016 | Mińsk       | Sprint drużynowy (26.11) | Japonia                                                            | Rosja                                                                            | Polska                                                                   |
| 1. PŚJ | 26-27 listopada 2016 | Mińsk       | 500 m (27.11)            | Daria Kaczanowa                                                    | Nan Sun                                                                          | Rio Yamada                                                               |
| 1. PŚJ | 26-27 listopada 2016 | Mińsk       | 1500 m (27.11)           | Daria Kaczanowa                                                    | Noemi Bonazza                                                                    | Nan Sun                                                                  |
| 1. PŚJ | 26-27 listopada 2016 | Mińsk       | Start masowy (27.11)     | Elisa Dul                                                          | Miryeong Jeon                                                                    | Yue Gao                                                                  |
| 2. PŚJ | 21-22 stycznia 2017  | Collalbo    | 1000 m (21.01)           | Daria Kaczanowa                                                    | Jutta Leerdam                                                                    | Nan Sun                                                                  |
| 2. PŚJ | 21-22 stycznia 2017  | Collalbo    | 3000 m (21.01)           | Sanne in 't Hof                                                    | Mei Han                                                                          | Karolina Bosiek                                                          |
| 2. PŚJ | 21-22 stycznia 2017  | Collalbo    | Sprint drużynowy (21.01) | Holandia Isabelle van Elst · Elisa Dul · Jutta Leerdam · Joy Beune | Rosja Kristina Silajewa · Weronika Susłowa · Daria Kaczanowa · Karina Achmietowa | Włochy Deborah Grisenti · Chiara Cristelli · Noemi Bonazza · Linda Rossi |
| 2. PŚJ | 21-22 stycznia 2017  | Collalbo    | 500 m (22.01)            | Daria Kaczanowa                                                    | Hwang Da-som                                                                     | Nan Sun                                                                  |
| 2. PŚJ | 21-22 stycznia 2017  | Collalbo    | 1500 m (22.01)           | Jutta Leerdam                                                      | Mei Han                                                                          | Sanne in 't Hof                                                          |
| 2. PŚJ | 21-22 stycznia 2017  | Collalbo    | Start masowy (22.01)     | Elisa Dul                                                          | Miryeong Jeon                                                                    | Sanne in 't Hof                                                          |
| 3. PŚJ | 11-12 lutego 2017    | Erfurt      | 500 m (11.02)            | Daria Kaczanowa                                                    | Jutta Leerdam                                                                    | Nan Sun                                                                  |
| 3. PŚJ | 11-12 lutego 2017    | Erfurt      | 1500 m (11.02)           | Joy Beune                                                          | Sanne in 't Hof                                                                  | Noemi Bonazza                                                            |
| 3. PŚJ | 11-12 lutego 2017    | Erfurt      | Start masowy (11.02)     | Miryeong Jeon                                                      | Moe Kitahara                                                                     | Sanne in 't Hof                                                          |
| 3. PŚJ | 11-12 lutego 2017    | Erfurt      | 1000 m (12.02)           | Jutta Leerdam                                                      | Daria Kaczanowa                                                                  | Nan Sun                                                                  |
| 3. PŚJ | 11-12 lutego 2017    | Erfurt      | 3000 m (12.02)           | Sanne in 't Hof                                                    | Karolina Bosiek                                                                  | Yuna Yoshimura                                                           |
| 3. PŚJ | 11-12 lutego 2017    | Erfurt      | Zawody drużynowe (12.02) | Holandia                                                           | Chiny                                                                            | Polska                                                                   |

#### Klasyfikacje
| Lp. | Zawodniczka       | Punkty |
| --- | ----------------- | ------ |
| 1.  | Daria Kaczanowa   | 350    |
| 2.  | Sun Nan           | 255    |
| 3.  | Jutta Leerdam     | 180    |
| 4.  | Kaja Ziomek       | 159    |
| 5.  | Isabelle van Elst | 148    |
| 6.  | Hwang Da-som      | 147    |
| 7.  | Li Huawei         | 134    |
| 8.  | Noemi Bonazza     | 118    |
| 9.  | Sining Yang       | 78     |
| 10. | Rio Yamada        | 70     |
| ... |                   |        |
| 17. | Karolina Bosiek   | 37     |
| 39. | Natalia Jabrzyk   | 2      |
| 42. | Karolina Gąsecka  | 1      |

| Lp. | Zawodniczka       | Punkty |
| --- | ----------------- | ------ |
| 1.  | Daria Kaczanowa   | 320    |
| 2.  | Sun Nan           | 255    |
| 3.  | Jutta Leerdam     | 230    |
| 4.  | Elisa Dul         | 184    |
| 5.  | Noemi Bonazza     | 169    |
| 6.  | Kaja Ziomek       | 124    |
| 7.  | Isabelle van Elst | 120    |
| 8.  | Seia Kawamura     | 107    |
| 9.  | Deborah Grisenti  | 86     |
| 10. | Weronika Susłowa  | 82     |
| ... |                   |        |
| 40. | Natalia Jabrzyk   | 2      |

| Lp. | Zawodniczka      | Punkty |
| --- | ---------------- | ------ |
| 1.  | Sanne in 't Hof  | 226    |
| 2.  | Noemi Bonazza    | 225    |
| 3.  | Joy Beune        | 218    |
| 4.  | Daria Kaczanowa  | 160    |
| 5.  | Yuna Yoshimura   | 130    |
| 6.  | Miryeong Jeon    | 111    |
| 7.  | Sun Nan          | 106    |
| 8.  | Jutta Leerdam    | 100    |
| 9.  | Deborah Grisenti | 100    |
| 10. | Seia Kawamura    | 99     |
| ... |                  |        |
| 12. | Karolina Bosiek  | 94     |
| 26. | Karolina Gąsecka | 20     |
| 33. | Natalia Jabrzyk  | 3      |

| Lp. | Zawodniczka      | Punkty |
| --- | ---------------- | ------ |
| 1.  | Sanne in 't Hof  | 310    |
| 2.  | Karolina Bosiek  | 290    |
| 3.  | Viola Feichtner  | 205    |
| 4.  | Yuna Yoshimura   | 185    |
| 5.  | Karolina Gąsecka | 174    |
| 6.  | Gan Weiping      | 98     |
| 7.  | Ragne Wiklund    | 91     |
| 8.  | Miryeong Jeon    | 90     |
| 9.  | Han Mei          | 80     |
| 10. | Joy Beune        | 68     |
| ... |                  |        |
| 22. | Natalia Jabrzyk  | 26     |
| 32. | Olga Kaczmarek   | 8      |

| Lp. | Państwo          | Punkty |
| --- | ---------------- | ------ |
| 1.  | Holandia         | 250    |
| 2.  | Polska           | 235    |
| 3.  | Rosja            | 227    |
| 4.  | Włochy           | 205    |
| 5.  | Japonia          | 190    |
| 6.  | Chiny            | 164    |
| 7.  | Białoruś         | 144    |
| 8.  | Korea Południowa | 100    |
| 9.  | Rumunia          | 40     |
| 10. | Czechy           | 36     |

| Lp. | Zawodniczka         | Punkty |
| --- | ------------------- | ------ |
| 1.  | Miryeong Jeon       | 310    |
| 2.  | Elisa Dul           | 200    |
| 3.  | Sanne in 't Hof     | 175    |
| 4.  | Natalia Jabrzyk     | 161    |
| 5.  | Moe Kitahara        | 120    |
| 6.  | Jewgenija Worobiewa | 119    |
| 7.  | Viola Feichtner     | 109    |
| 8.  | Hwang Da-som        | 100    |
| 9.  | Lea-Sophie Scholz   | 90     |
| 10. | Deborah Grisenti    | 83     |
| ... |                     |        |
| 22. | Karolina Bosiek     | 36     |
| 30. | Kaja Gajewska       | 16     |

### Mężczyźni
| Lp.    | Data                 | Miejscowość | Konkurencja              | 1. miejsce                                                      | 2. miejsce                                                 | 3. miejsce                               |
| ------ | -------------------- | ----------- | ------------------------ | --------------------------------------------------------------- | ---------------------------------------------------------- | ---------------------------------------- |
| 1. PŚJ | 26-27 listopada 2016 | Mińsk       | 1000 m (26.11)           | Koki Kubo                                                       | Odin By Farstad                                            | Yang Tao                                 |
| 1. PŚJ | 26-27 listopada 2016 | Mińsk       | 3000 m (26.11)           | Alemasi Kahanbai                                                | Marwin Talsma                                              | Chris Huizinga                           |
| 1. PŚJ | 26-27 listopada 2016 | Mińsk       | Sprint drużynowy (26.11) | Korea Południowa                                                | Japonia                                                    | Rosja                                    |
| 1. PŚJ | 26-27 listopada 2016 | Mińsk       | 500 m (27.11)            | Yang Tao                                                        | Bjørn Magnussen                                            | Rusłan Zacharow                          |
| 1. PŚJ | 26-27 listopada 2016 | Mińsk       | 1500 m (27.11)           | Alemasi Kahanbai                                                | Allan Dahl Johansson                                       | Hyun Min-oh                              |
| 1. PŚJ | 26-27 listopada 2016 | Mińsk       | Start masowy (27.11)     | Alemasi Kahanbai                                                | Mamoru Takada                                              | Hyun Min-oh                              |
| 2. PŚJ | 21-22 stycznia 2017  | Collalbo    | 1000 m (21.01)           | Jin Yanan                                                       | Thijs Govers                                               | Park Seong-hyeon                         |
| 2. PŚJ | 21-22 stycznia 2017  | Collalbo    | 3000 m (21.01)           | Marwin Talsma                                                   | Alemasi Kahanbai                                           | Chung Jae-won                            |
| 2. PŚJ | 21-22 stycznia 2017  | Collalbo    | Sprint drużynowy (21.01) | Korea Południowa Park Seong-hyeon · Jeong Seon-kyo · Oh Hyun-mi | Norwegia Marius Bratli · Bjørn Magnussen · Odin By Farstad | Chiny Sun Xuefeng · Yang Tao · Jin Yanan |
| 2. PŚJ | 21-22 stycznia 2017  | Collalbo    | 500 m (22.01)            | Yang Tao                                                        | Sun Xuefeng                                                | Samuli Suomalainen                       |
| 2. PŚJ | 21-22 stycznia 2017  | Collalbo    | 1500 m (22.01)           | Oh Hyun-mi                                                      | Alemasi Kahanbai                                           | Chung Jae-won                            |
| 2. PŚJ | 21-22 stycznia 2017  | Collalbo    | Start masowy (22.01)     | Lee Young-hae                                                   | Oh Hyun-mi                                                 | Bart Hoolwerf                            |
| 3. PŚJ | 11-12 lutego 2017    | Erfurt      | 500 m (11.02)            | Yang Tao                                                        | Sun Xuefeng                                                | Koki Kubo                                |
| 3. PŚJ | 11-12 lutego 2017    | Erfurt      | 1500 m (11.02)           | Oh Hyun-mi                                                      | Alemasi Kahanbai                                           | Jin Yanan                                |
| 3. PŚJ | 11-12 lutego 2017    | Erfurt      | Start masowy (11.02)     | Oh Hyun-mi                                                      | Jeremias Marx                                              | Kohki Takamisawa Aoi Yokoyama            |
| 3. PŚJ | 11-12 lutego 2017    | Erfurt      | 1000 m (12.02)           | Koki Kubo                                                       | Allan Dahl Johansson                                       | Jin Yanan                                |
| 3. PŚJ | 11-12 lutego 2017    | Erfurt      | 3000 m (12.02)           | Marwin Talsma                                                   | Alemasi Kahanbai                                           | Oh Hyun-mi                               |
| 3. PŚJ | 11-12 lutego 2017    | Erfurt      | Zawody drużynowe (12.02) | Holandia                                                        | Japonia                                                    | Chiny                                    |

#### Klasyfikacje
| Lp. | Zawodnik           | Punkty |
| --- | ------------------ | ------ |
| 1.  | Yang Tao           | 350    |
| 2.  | Sun Xuefeng        | 260    |
| 3.  | Rusłan Zacharow    | 210    |
| 4.  | Park Seong-hyeon   | 159    |
| 5.  | Koki Kubo          | 155    |
| 6.  | Samuli Suomalainen | 148    |
| 7.  | Thijs Govers       | 119    |
| 8.  | Odin By Farstad    | 99     |
| 9.  | Jeffrey Rosanelli  | 98     |
| 10. | Niek Deelstra      | 84     |
| ... |                    |        |
| 14. | Damian Żurek       | 47     |
| 27. | Jan Świątek        | 11     |
| 35. | Gaweł Oficjalski   | 3      |
| 36. | Marek Kania        | 3      |

| Lp. | Zawodnik             | Punkty |
| --- | -------------------- | ------ |
| 1.  | Jin Yanan            | 255    |
| 2.  | Koki Kubo            | 250    |
| 3.  | Thijs Govers         | 191    |
| 4.  | Yang Tao             | 189    |
| 5.  | Park Seong-hyeon     | 160    |
| 6.  | Allan Dahl Johansson | 144    |
| 7.  | Odin By Farstad      | 128    |
| 8.  | Samuli Suomalainen   | 102    |
| 9.  | Chris Huizinga       | 94     |
| 10. | Jeong Seon-kyo       | 82     |
| ... |                      |        |
| 16. | Damian Żurek         | 58     |
| 24. | Mateusz Owczarek     | 26     |
| 25. | Dawid Burzykowski    | 22     |
| 36. | Jan Świątek          | 2      |
| 37. | Jakub Piotrowski     | 2      |

| Lp. | Zawodnik             | Punkty |
| --- | -------------------- | ------ |
| 1.  | Oh Hyun-mi           | 320    |
| 2.  | Alemasi Kahanbai     | 300    |
| 3.  | Jegor Junin          | 200    |
| 4.  | Jin Yanan            | 167    |
| 5.  | Riki Hayashi         | 117    |
| 6.  | Tijmen Snel          | 115    |
| 7.  | Chung Jae-won        | 106    |
| 8.  | Francesco Betti      | 84     |
| 9.  | Allan Dahl Johansson | 80     |
| 10. | Riku Tsuchiya        | 64     |
| ... |                      |        |
| 11. | Mateusz Owczarek     | 64     |
| 29. | Dawid Burzykowski    | 20     |

| Lp. | Zawodnik          | Punkty |
| --- | ----------------- | ------ |
| 1.  | Marwin Talsma     | 330    |
| 2.  | Alemasi Kahanbai  | 300    |
| 3.  | Oh Hyun-min       | 199    |
| 4.  | Riku Tsuchiya     | 135    |
| 5.  | Jegor Junin       | 128    |
| 6.  | Chung Jae-won     | 120    |
| 7.  | Riki Hayashi      | 106    |
| 8.  | Paul Galczinsky   | 86     |
| 9.  | Lukas Mann        | 85     |
| 10. | Jegor Bukin       | 84     |
| ... |                   |        |
| 19. | Mateusz Owczarek  | 38     |
| 21. | Artur Janicki     | 30     |
| 29. | Dawid Burzykowski | 8      |

| Lp. | Państwo          | Punkty |
| --- | ---------------- | ------ |
| 1.  | Norwegia         | 230    |
| 2.  | Holandia         | 210    |
| 3.  | Japonia          | 200    |
| 4.  | Korea Południowa | 200    |
| 5.  | Chiny            | 175    |
| 6.  | Rosja            | 166    |
| 7.  | Polska           | 151    |
| 8.  | Białoruś         | 144    |
| 9.  | Włochy           | 134    |
| 10. | Niemcy           | 75     |

| Lp. | Zawodnik          | Punkty |
| --- | ----------------- | ------ |
| 1.  | Hyun Min-oh       | 300    |
| 2.  | Oliver Lindenskov | 175    |
| 3.  | Jeremias Marx     | 160    |
| 4.  | Kohki Takamisawa  | 105    |
| 5.  | David Karlingsjö  | 103    |
| 6.  | Jewgienij Bołgow  | 102    |
| 7.  | Alemasi Kahanbai  | 100    |
| 8.  | Lee Young-hae     | 100    |
| 9.  | Marwin Talsma     | 96     |
| 10. | Ole Jeske         | 90     |
| ... |                   |        |
| 29. | Jan Świątek       | 18     |
| 37. | Mateusz Owczarek  | 5      |
| 43. | Sebastian Janicki | 2      |